# Brian McConnell, Baron McConnell
Robert William Brian McConnell, Baron McConnell (* 25. November 1922 in Belfast; † 25. Oktober 2000) war für die Ulster Unionist Party ein Mitglied des Parlaments im nordirischen House of Commons.
Er war ein Enkel von Sir Robert McConnell, 1st Baronet. Er ging auf die Sedbergh School in Cumbria und die Queen’s University in Belfast, wo er Jura studierte und schließlich von der Bar of Northern Ireland aufgenommen wurde.
Als Junior Unionist nahm er 1947 an der Konferenz der Conservative Party in Brighton teil, bei der er vor 3500 Zuhörern eine wohlaufgenommene Rede zu einem der Beschlüsse hielt. Er wurde bei der nordirischen Wahl von 1953 erstmals ins Parlament von Nordirland gewählt. 1962 ernannte ihn Lord Brookeborough zum Parlamentssekretär des Finanzministeriums (Government Chief Whip), und nach einer vorübergehenden Tätigkeit am damals recht neuen Gesundheitsministerium wurde er 1964 Minister of Home Affairs.
1966 leitete Ian Paisley eine Protestaktion für die Ernennung eines neuen Moderators in der General Assembly of the Presbyterian Church in Ireland. Dabei wurde der Governor of Northern Ireland, Lord Erskine beim Betreten des Gebäudes tätlich angegriffen, was erst zu einer Verschlechterung seines Gesundheitszustands und schließlich seinem Tod führte. McConnell, der zu dieser Zeit in London war, wurde dafür verantwortlich gemacht, und deshalb erlosch die Möglichkeit, für wichtige Stellen gewählt zu werden.
McConnell war immer ein enger Vertrauter von James Molyneaux und wurde am 15. Februar 1995 als Baron McConnell, of Lisburn in the County of Antrim, in den Adelsstand erhoben, möglicherweise auch weil Premierminister John Major auf die Stimmen der Ulster Unionist Party angewiesen war, um seine Minderheitsregierung weiterführen zu können. Molyneaux wurde nach der Ernennung von McConnell wegen dessen Alters kritisiert, da man dachte, dass auch ein jüngerer Kandidat hätte nominiert werden können. McConnell war bis zu seinem Tod am 25. Oktober 2000 ein aktives Mitglied des House of Lords.